# Ianthellidae
Famille
Ianthellidae est une famille de spongiaires de l'ordre Verongiida.

## Liste des genres
Selon World Register of Marine Species (3 mai 2016) :
- genre Anomoianthella Bergquist, 1980
- genre Hexadella Topsent, 1896
- genre Ianthella Gray, 1869
- genre Vansoestia Díaz, Thacker, Redmond, Pérez & Collins, 2015